# San Juan (Intibucá)
San Juan o San Juan del Caite es un municipio del departamento de Intibucá en la República de Honduras. Fue fundado en 1747 por los españoles y tiene una población de alrededor de 15,000 habitantes. San Juan se encuentra en el centro del "Camino Lenca" que va desde Santa Rosa de Copán hasta Marcala, La Paz. Todavía hay muchos grupos lencas en los alrededores del centro del pueblo. Hay una antigua iglesia católica construida por los españoles en el centro del pueblo junto a un enorme ceibo. La principal fuente de ingresos de los miembros de la comunidad proviene de las numerosas fincas cafetaleras que se pueden encontrar en toda la región. Las principales cooperativas cafetaleras son FUNDECASA que produce café The Rainforest Alliance y COARENE que produce café de comercio justo y orgánico. El ecoturismo también se está volviendo popular en San Juan y sus alrededores: se ha desarrollado un manantial termal en las afueras de San Juan para uso turístico.[1]
La Reserva Biológica Opalaca se encuentra en la zona y varios arroyos atraviesan el valle.[2] Debido a los atractivos de la zona, un grupo comunitario de líderes ha establecido la primera Cooperativa de Turismo Rural del país,[cita requerida] ofreciendo paquetes para turistas que desean ver "la Real Honduras". [cita requerida] Esta es una comunidad rural con atractivos naturales como cascadas, bosques nubosos y cañones. [cita requerida] La cooperativa consta de un grupo de guías, comedores (cafeterías), propietarios de casas de huéspedes, dueños de caballos, propietarios de sitios y un centro de visitantes. Se ofrecen visitas guiadas a caballo y los miembros de la comunidad también han sido capacitados para realizar demostraciones de tostado de café, talleres de artesanos locales y demostraciones de producción de caña de azúcar.
Hay autobuses que salen diariamente de Gracias y La Esperanza hacia San Juan. Hay mototaxis que transportan a turistas y lugareños por el pueblo. Algunos turistas prefieren hacer autostop entre los pueblos, que es el medio de transporte estándar en la región.

## Toponimia
Su nombre es en honor a Juan el Bautista, santo de la iglesia católica.

## Límites
Está cruzado por ramales de la Cordillera de Opalaca, cerca de la cabecera nace el Río San Juan.
| Orientación | Límite                             |
| ----------- | ---------------------------------- |
| Norte       | Municipio de Belén,                |
| Sur         | Municipio de San Miguel Guancapla, |
| Sur         | Municipio de Erandique,            |
| Este        | Municipio de San Miguelito,        |
| Oeste       | Municipio de Santa Cruz,           |
| Oeste       | Municipio de La Campa,             |

## Historia
En 1791, en el recuento de la población de 1791 figuraba como uno de los pueblos del Curato de Intibucá.
En 1878, le dieron categoría de municipio.
En 1887, en el censo de 1887 era un municipio del Círculo de La Esperanza.
El municipio de San Juan Intibucá, situado en el departamento de Intibucá en Honduras, posee una historia rica y diversa que se remonta a tiempos precolombinos. Esta región ha sido habitada por la etnia lenca, un grupo indígena que dejó una marcada influencia en la cultura y la historia local.
Durante la época precolombina, los lencas establecieron asentamientos en esta área, caracterizados por su organización social, artesanías, cerámica y sistemas agrícolas. Tras la llegada de los españoles, la región de Intibucá fue conquistada y colonizada, lo que llevó a cambios significativos en la cultura local y en la estructura social.
En el siglo XIX, Honduras obtuvo su independencia de España. A lo largo del tiempo, San Juan Intibucá ha experimentado varios cambios políticos, económicos y sociales que han influido en su desarrollo. La zona ha sido testigo de conflictos, guerras civiles y tensiones políticas que han impactado a la población local.
La economía de San Juan Intibucá ha estado ligada principalmente a la agricultura. Los habitantes se dedican al cultivo de café, maíz, frijoles y hortalizas, siendo el café uno de los principales productos de la región. A pesar de sus recursos naturales, la zona ha enfrentado desafíos económicos y sociales.
La identidad cultural de San Juan Intibucá se manifiesta a través de sus tradiciones, festivales y costumbres. Las festividades locales reflejan la herencia indígena, donde se celebran eventos que incluyen música, danzas, comida tradicional y actividades que preservan la historia y la cultura de la región.
En tiempos recientes, la comunidad de San Juan Intibucá, al igual que otras zonas rurales de Honduras, ha estado buscando el desarrollo sostenible y el progreso económico para mejorar las condiciones de vida de sus habitantes. Los desafíos asociados con la pobreza, la falta de infraestructuras y la educación siguen siendo áreas de enfoque para el crecimiento y el bienestar de la región.

## División Política
Aldeas: 4 (2013)
Caseríos: 62 (2013)
| Código | Aldea                 |
| ------ | --------------------- |
| 101201 | San Juan              |
| 101202 | Llano Redondo         |
| 101203 | Peloncitos            |
| 101204 | San José de Cataulaca |